# マルティニ・シャトラール鉄道ABDeh4/4 31-32形電車

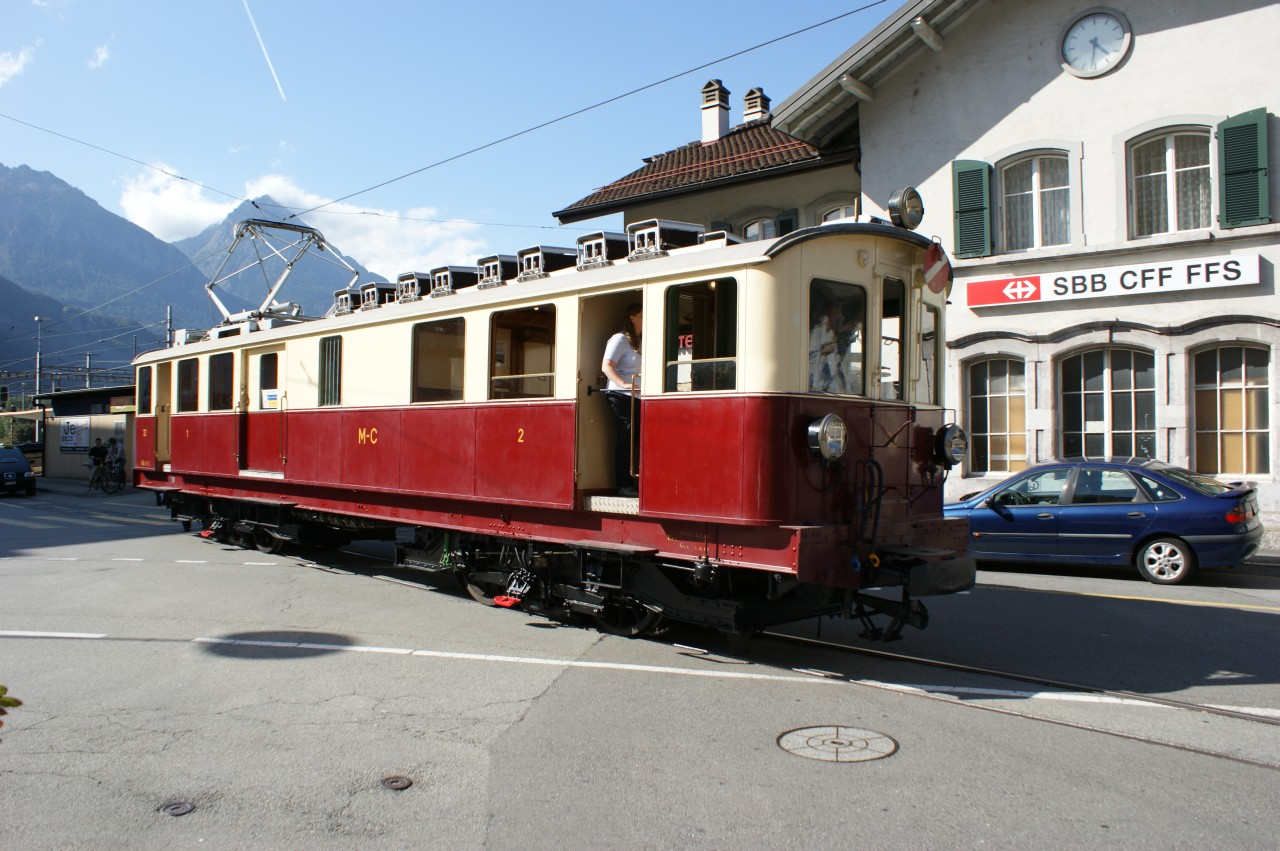
動態保存されているABDe4/4 32号機、マルティニ駅、2009年

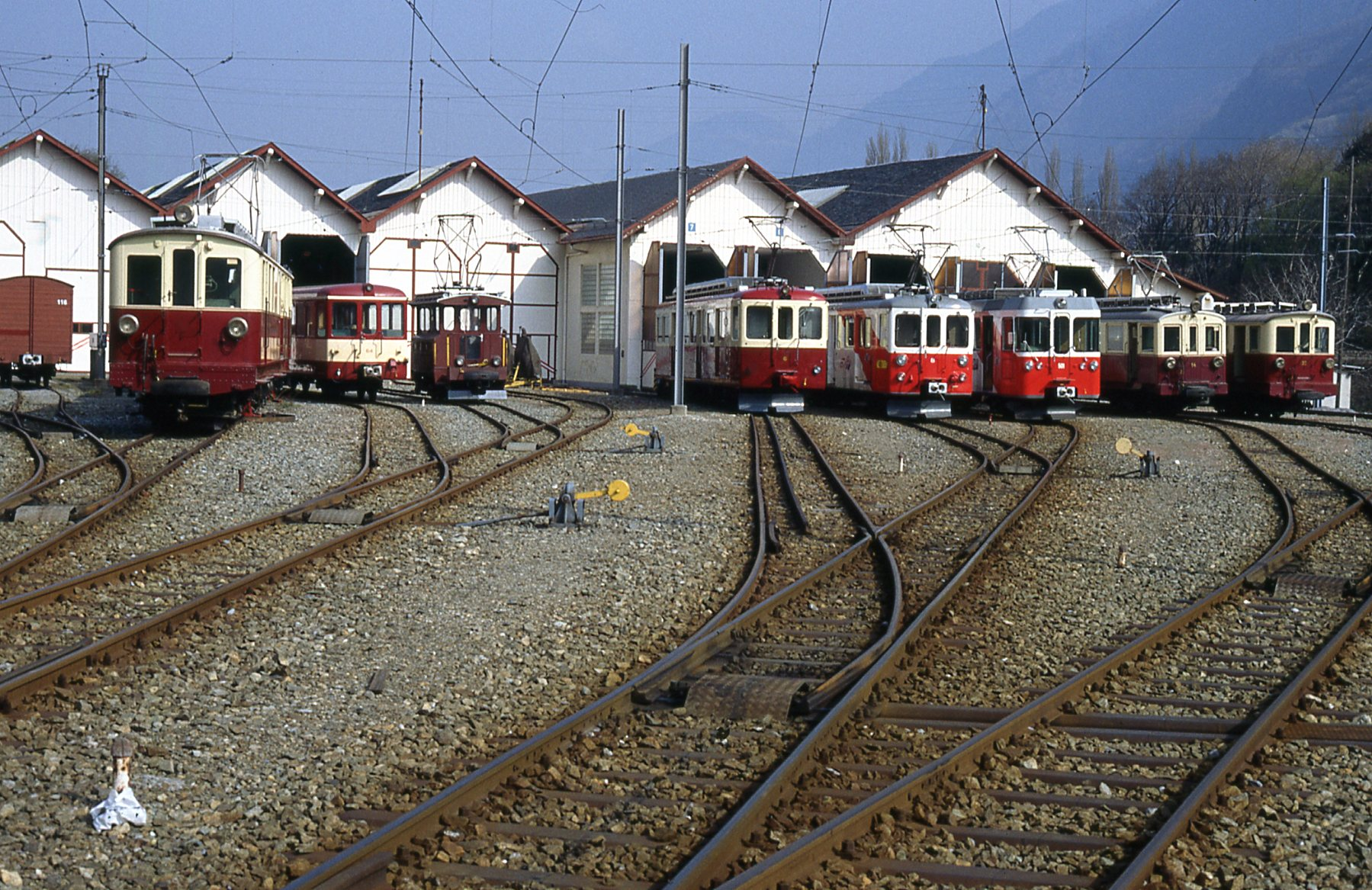
ヴェルネイヤーズの車両基地に留置中の車両群、両端の2機がABDe4/4 31-32形

マルティニ・シャトラール鉄道ABDeh4/4 31-32形電車(マルティニ・シャトラールてつどうABDeh4/4 31-32がたでんしゃ)は、現在ではマルティニ地域交通となっているスイス西部の私鉄であるマルティニ・シャトラール鉄道 （Chemin de fer Martigny–Châtelard (MC)）で使用されていた山岳鉄道用ラック式電車である。

## 概要
1906-08年に開業したマルティニ・シャトラール鉄道は全長18.36km、最急勾配はラック区間200パーミル、粘着区間70パーミルで、落石や雪崩の被害低減やトンネル断面積の縮小のため山岳区間では架空線からではなく第三軌条から集電する方式とした山岳鉄道であり、マルティニーからフランス国境近くのシャトラールに至り、国境でフランス側のコル・デ・モンテ線に接続している。同鉄道の沿線地域は古くからの街道沿いで、モンブラン観光のルートでもあったが、古くから水資源の開発が進められており、現在では世界でも有数の堤高285m、堤頂長は約700mにもおよぶ世界最大の重力式コンクリートダムであるグランド・ディクセンスダムとそのダム湖であるエモッソン湖による発電所はスイスの電力の20%を供給可能な水力発電の拠点となっている。この地方の水力発電の開発は第一次世界大戦後に路線の電化を進めるためにスイス国鉄によって始められ、ダムおよび発電所の建設のため、マルティニ・シャトラール鉄道がその資材等の輸送に活用されることとなった。しかしながら同鉄道には200パーミルのラック区間があり、当時手持ちの、動軸2軸で定格出力220kWのHGe2/2形電気機関車や定格出力176kWのBCFe4/4 1...15形（後のABDeh4/4 1...15形）といった機材では輸送力が不足するものの、同鉄による新たな機材の調達も困難であったため、スイス国鉄が貨物列車牽引用の荷物電車2機と、2軸有蓋車4両および2軸ボギー平物車2両を供与してマルティニ・シャトラール鉄道が運行することとなった。そしてこの計画に基づいて導入された3等・荷物合造電車が本項で述べるCFe4/4 21-22形で、K 121-124形およびM 131-132形貨車があわせて導入されており、スイス国鉄による発電所建設が1925年に終了にともない、1926年に2機ともそのままマルティニ・シャトラール鉄道へ譲渡されている。
本形式製造当時、マルティニ・シャトラール鉄道で主力として運用されていたBCFe4/4 1...15形は、2軸ボギー台車を使用したラック式電車としてはスイス最初期の機体の一つであり、1つの車軸にラック式と粘着式の駆動装置を両方組み込んで1基の電動機で駆動する駆動装置を装備して、1台車当たり動軸、ピニオンともに2軸ずつを駆動する近代的な方式の2軸ボギー台車を初めて採用していることが特徴であった。この方式は当時は他鉄道には普及していない方式であったが、BCFe4/4 1...15形での運用実績が良好であったことに加え、他の方式と異なり、2軸ボギー車で主電動機4台とラック区間用ピニオンと粘着動輪各4軸ずつを装備できる方式であったため、本形式でも引き続きこの方式を採用して、貨物列車を牽引できるよう定格出力を176kWから294kWに増強しており、機関車代用としての運用目的から客室は3等（称号改正後の2等）室8席のみで車内の大部分を荷物室として本形式自体での貨物輸送も考慮した機体となっている。なお、このラック式/粘着式の駆動装置は、本形式による貨物列車の牽引の結果も良好で大きな問題は発生しなかったため、その後1920-30年代に本形式の台車および駆動装置をベースにさらに出力を増強したものがフィスプ・ツェルマット鉄道のHGe4/4形およびフルカ・オーバーアルプ鉄道HGe4/4I形電気機関車に採用されたことを契機に他の鉄道にも広く普及するようになり、以後、主電動機の装荷方式の吊掛式から台車装荷への変更や、粘着動輪駆動系へのクラッチや差動装置の組み込みなどの改良を重ねながら2000年代までの主力となった方式となっている。
本形式は1920年9月28日に1両あたり49,779スイス・フランで発注されて、台車をSLM、車体をSWS、電機部分、主電動機はMFOが担当して製造された機体であり、1時間定格出力295kWを発揮して数両の貨車もしくは制御客車2両を牽引可能であった。なお、本形式は当初の形式がCFe4/4形であり、ラック式電車を表す"h"が付加されないないものであったが、1935年に荷物室の一部を2等室としてBCFe4/4形となり、1956年の称号改正によってそれまでの2等室、3等室が1等室、2等室となってそれを表す形式記号もそれぞれ"B" および"C"から"A"および"B"となったほか、ラック式を表す"h"と、荷物室を郵便室兼用として"Z"が付加されてABFZeh4/4となっている。その後1962年の称号改正では荷物 室を表す形式記号が"F"から"D"に変更されたことと、郵便室兼用の廃止によってABDeh4/4形となっている。さらにその後1980年に1 等室の運用が廃止されて全室2等室とされており、車体表記等に変更はないものの実質的にはBDeh4/4形となっており、文献等によってはこの形式名で表記されることもある。各機体の機番と製造年月日、製造所は下記のとおりである。各機体の機番と製造年月日、製造所は以下のとおりである。
- 31 - 1921年 - SLM/SWS/MFO
- 32 - 1921年9月15日 - SLM/SWS/MFO

## 仕様

### 車体
- 車体台枠は溝形鋼などの型鋼で構成された鋼材リベット組立式で、貨物列車牽引のために厚みのある丈夫な構造のものとなっており、その上に木製の車体骨組および屋根を載せて前面および側面外板は鋼板を木ねじ止めとしたものとし、屋根は屋根布張り、床および内装は木製としている。車体は両運転台式で、窓下および窓枠、車体裾部に型帯が入るほか、窓類は下部左右隅部R無、上部左右隅部R付きの形態となっている。当時のスイス私鉄電車の標準的スタイルのBCFe4/4 1...15形と比較して前面のRが比較的深く、また、正面貫通扉の窓が上方に長くなっているのが特徴である。
- 正面は丸妻で、中央に貫通扉、その左右に正面窓を配置し、屋根上中央部と正面窓下部左右に外付式の丸形前照灯が配置されるスタイルである。連結器はねじ式連結器で緩衝器は台枠端梁中央に設置、フックは緩衝器下部の台枠下に取付られており、その周辺には空気ブレーキ用の連結ホースが配置されている。運転室内左側には大形マスターコントローラーが、右側にブレーキハンドルおよび手ブレーキハンドルが設置され、運転士は状況に応じて室内を移動しながら運転を行う。
- 車体内は後位側から運転室、乗降デッキ、3等室（称号改正後の2等室）、荷物室、乗降デッキ、運転室の配列で車内の約半分のスペースが荷物室となっているのが特徴であり、側面は窓扉配置1D21D1D1（運転室窓-乗降デッキ-3等室窓-荷物室窓-荷物室扉-荷物室窓-乗降デッキ-運転室窓）となっている。その後所有がスイス国鉄からマルティニ・シャトラール鉄道に移った1935年には荷物室の前位側を2等室（称号改正後の1等室）に改造して側面窓も追設されており、窓扉配置が1D21D2D1（運転室窓-乗降デッキ-3等室窓-荷物室窓-荷物室扉-2等室窓-乗降デッキ-運転室窓）となっている。乗降デッキの側面乗降口には扉は設置されず、固定ステップ1段が設置されたオープンデッキとなっており、荷物室扉は片引戸で戸袋はなく、荷物室内にそのまま引込まれるほか、各窓は大型の下落とし窓となっている。
- 屋根上は前位側車体端部に弓型のビューゲル1基が、その他の部分には大型の主抵抗器を搭載しており、後年 になって集電装置をビューゲルから菱形のパンタグラフに換装している。また、床下には主制御器、ブレーキ用の電動空気圧縮機と空気タンク、ブレーキシリンダ、電動発電機と蓄電池等を搭載している。
- 客室は3等室と、後に追設された2等室ともに2+2列の4人掛の固定式クロスシートを配置しており、座席定員は3等室は2ボックスで計16名、追設された2等室が2ボックスの16名で、座席は3等室のものが木製ニス塗りのベンチシート、2等室のものはクッション・肘掛付のものとなっている。室内は天井は白、側および妻壁面は木製ニス塗り、荷棚は鉄棒とニス塗り木材を使用したもので座席上に枕木方向に設置されている。
- 塗装
  - 製造時の車体塗装は濃茶色をベースとしたもので、側面下部中央に「MARTIGNY CHATLARD」の、車端部に形式名と機番、乗降口横部に客室等級のローマ数字および座席定員、正面貫通扉下部に機番がそれぞれ入っているものであった。なお、車体台枠、床下機器と台車は黒、屋根および屋根上機器はグレーである。
  - その後1950年代にはマルティニ・シャトラール鉄道の標準塗装の変更にともない、台枠と車体下半部を赤色、上半部をクリーム色としたものとなり、表記類は基本的に同様であるが文字フォントが太いものが使用されているほか、ローマ数字がアラビア数字に変更されている。
  - さらにその後に塗装はそのままながら表記類が簡略化され、側面中央下部に”M-C”の文字、乗降口横部に客室等級表記、側面左側乗務員室下部に形式名が、側面下部乗務員室部と正面貫通扉下部に機番がそれぞれ入るものとなっている。

### 走行機器
- 制御方式は抵抗制御で、各台車2台ずつ計4台の直流直巻整流子電動機を搭載しており、運転室内に設 置されたマスターコントローラーと主制御器によって主抵抗器の切替および、台車ごと2基の主電動機を永久並列に接続したものを1 群としてこれの切替えによる主電動機の直並列および並列の切替を行う方式となっているが、BCFe4/4 1...15形で装備されていた重連総括制御システムは省略されており、制御車と編成を組む場合には客車として運行される。主抵抗器は屋根上に自然冷却式のものを搭載しるほか、主電動機はMFO製のものを4台搭載しており、1時間定格牽引力112.7kNの性能を発揮して、最大200パーミルのラック区間でも制御車2両に相当する43tの列車を牽引することが出来る。
- ブレーキ装置は主制御器と主抵抗器による発電ブレーキおよび、ウエスティングハウス[10]式自動空気ブレーキ、蓄電池を電源とする電磁吸着ブレーキ、手ブレーキを 装備する。基礎ブレーキ装置は動輪の踏面ブレーキおよびピニオンに併設したブレーキドラムのバンドブレーキを装備しており、自動空気ブ レーキは踏面ブレーキおよびピニオンのバンドブレーキのそれぞれに作用することとして、ブレーキシリンダと手ブレーキもこれに対応する形で2組設置されているほか、電磁吸着ブレーキは各台車中央下部に装架されている。なお、ラック区間での出入口に設置された打子によって車両側のスイッチを切り替えることにより、粘着区間では30km/hとなっている最高速度をラック区間では過速度検知装置により9km/hに制限しており、速度超過時には空気ブレーキが作用するようになっている。
- 台車はBCFe4/4 1...15形のものをベースに主電動機の大型化に対応したものとなっており、型鋼や鋳造品などの部材をボルトおよびリベット組立とした板台枠、軸距1800mmのラック式台車で、軸箱支持方式は軸箱守式、牽引力伝達は球面心皿から台枠へ伝達される方式で軸ばねはコイルバネと重ね板ばね、枕ばねを重ね板ばねとしている。なお、車両前後端の各軸に砂撒き装置と砂箱が設置されているほか、軌道中心から1085mm、軌道面上230mmの位置に設けられている第三軌条からの集電に用いる集電靴が前後の軸箱に吊り下げる形で装架されている。動輪は10本スポークのスポーク車輪で、各動輪軸には片側に粘着動輪用に大歯車が、中央にラックレール1条のシュトループ式[11]用のピニオンがフリーで回転できるようにはめ込まれており、このピニオンには駆動用の大歯車とバンドブレーキ用のドラムが併設されている。
- 主電動機は軸距短縮のため台車枠の動輪の外側に吊掛式に装荷されており、主電動機からラックレールに異物等が介入した場合に主電動機を保護するための摩擦継手を介して1段減速して主電動機と動軸の間に設置された中間軸へ伝達され、そこから動軸および動軸にはめ込まれたピニオンへそれぞれ1段減速で伝達されている。駆動装置の減速比は動輪のタイヤが使用可能量の1/2分磨耗した時に動輪とピニオンの周速が一致するように設定され、本形式では動輪が1:13.44、ピニオンは1:10.23となっており、この方式では動輪のタイヤの摩耗状況によってピニオンと動輪の周速に差が出るが、本形式クラスの出力の機体では実際の運用では特に問題とならなかった[12]。

### 主要諸元
- 軌間：1000mm
- 電気方式：DC750V架空線および第三軌条式（1957年以降DC850V）
- 軸配置：Bozz'Bozz'
- 最大寸法：全長15940mm、車体幅2700mm、屋根高3400mm
- 軸距：2050mm
- 台車中心間距離：7850mm
- 動輪径：1092mm
- ピニオン有効径：828mm
- 自重：40.5t
- 定員：3等座席16名（改造後2等座席16名、3等座席16名）
- 荷重：6.5t
- 走行装置
  - 主電動機：直流直巻整流子電動機×4台（定格出力：294kW、於7.6/19.6km/h（ラック区間/粘着区間））
  - 減速比：13.44（粘着動輪）、10.23（ピニオン）
  - 牽引力：186.2/51.0kN（ラック区間/粘着区間、定格、於7.6/19.6km/h（ラック区間/粘着区間））、216kN（最大）
  - 牽引トン数：43t（200パーミル）
- 最高速度：28km/h（粘着区間）、9km/h（ラック区間）
- ブレーキ装置：発電ブレーキ、空気ブレーキ、手ブレーキ

## 運行・廃車

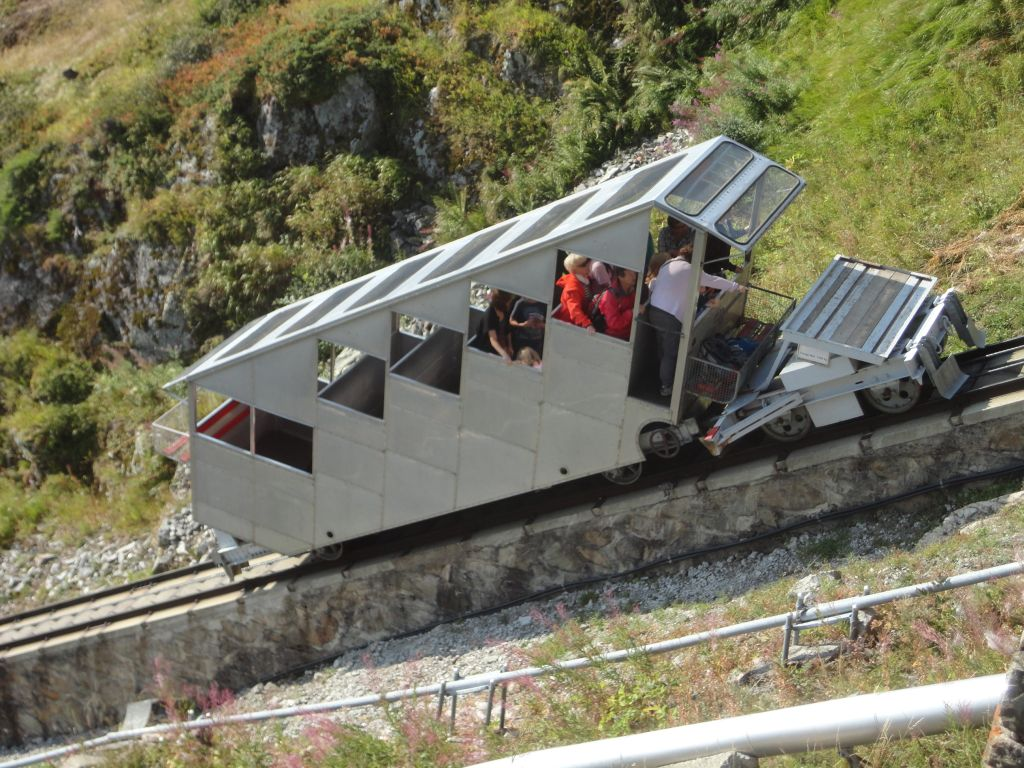
本形式とともにダム建設に使用されたケーブルカー、現在では観光用となっている、2012年

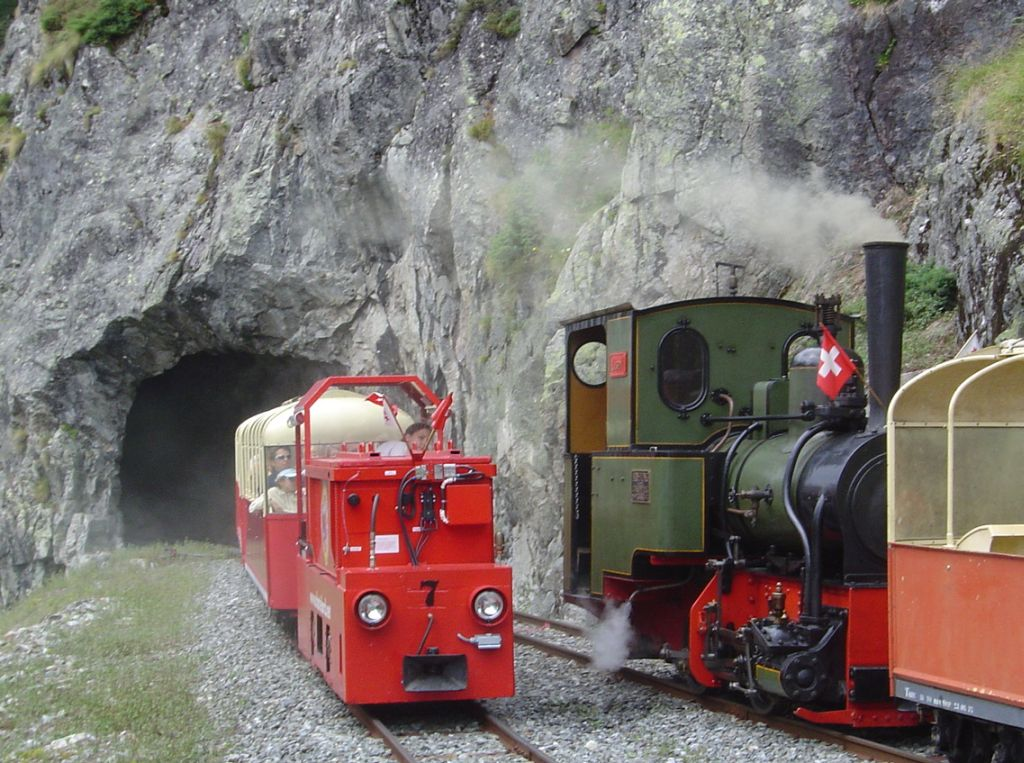
同じく工事用軌道も観光用となって運行されており、蓄電池機関車のほか蒸気機関車も使用されている、

- マルティニ・シャトラール鉄道線は軌間1000mm、開業当初は全長19.072km、その後1931年に路線改良[13]されて18.363km、最急勾配は粘着区間で70パーミル、シュトループ式のラック区間で200パーミルの路線であり、1906年にマルティニー - ル・シャトラール＝フロンティエール間18.8km（当時）が開業し、1908年にはル・シャトラール＝フロンティエール - スイス/フランス国境間0.29kmが開業して同じくフランス国内のヴァロルイーネから国境まで路線を延長したコル・デ・モンテ線と接続している。開業時 には直流750V、1957年以降は直流850Vで電化されており、山岳部のヴェルネイヤーズ - ル・シャトラール＝フロンティエール間では第三軌条からの集電としていたが、道路横断者等の安全確保のため、1991年-97年にかけてフィンハウト - ル・シャトラール＝フロンティエール間、サルヴァン - ル・トレティアン間が架線集電に変更されている。この路線はローヌ川沿いでスイス国内、イタリア、フランス方面への街道が交差する古くからの交通の要衝で、スイス国鉄の主要幹線ローザンヌ - ブリーク線のマルティニー駅に隣接する標高467mのマルティニ・シャトラール鉄道マルティニー駅を起点として、ヴェルネイヤーズからサルヴァンまでは総延長約2.5kmの200パーミルのラック区間で、サルヴァン以降は最急70パーミルの粘着区間で同じくローヌ川から分かれたトリアン川に沿って西方にトリアンの谷を遡り、フィンハウトで路線最高の1224m地点を過ぎ、引き続き最急70パーミルの粘着区間で、名を変えたオー・ノワール川に沿って標高 1115mのル・シャトラール＝フロンティエールに至り、そこからスイス/フランス国境に至っている。
- 国境のフランス側のコル・デ・モンテ線は当初パリ・リヨン・地中海鉄道[14]、現在ではフランス国鉄により運営されている、軌間1000mm、最急勾配90パー ミルの全線粘着式、第三軌条集電の山岳路線であり、フランス国鉄の標準軌路線に接続するサン＝ジェルヴェ＝レ＝バン・ル＝ファイエからモンブラン 山麓のリゾート地であるシャモニー＝モン＝ブラン、ヴァロルイーネを経由してスイス/フランス国境へ至っている。なお、同鉄道は1950年代まで架線電圧が600Vであり、全線の直通運転は1997年に両鉄道のBDeh4/8 21-22形およびZ800形によるモンブラン急行の運行が開始されるまで行われていなかった。
- 開業当初からしばらくの間は5月から8月までの夏季のみの運行であり、冬季の運行開始は1931年から実施されることとなり、以降スノーシェッドや除雪車を徐々に整備している。また、全線の所要時間は同様に開業当初からしばらくは1時間55分から2時間10分、運転速度は、平坦線のマルティニー - ヴェルネイヤーズ間が17km/h、ヴァルネイヤーズ - サルヴァン間の200パーミルのラック区間が5.5km/h、サルヴァン - ヴァロルイーネ間の70パーミルの粘着区間が12-18km/h、最高運転速度は前記の区間それぞれで25km/h、7km/h、20km/hあり、その後1938年には最高運転速度を見直して所要時間を20分程度短縮している。
- 本形式は1921年の導入以降、本形式と同時に導入されたK 121-124形およびM 131-132形などとともに、バルベリーネ川に建設されたスイス国鉄の発電用ダムおよび発電所の建設資材を運搬する貨物列車に使用されており、ピークの1924年には貨物輸送量が年間23023tに上っていた。1925年に完成したこの重力式コンクリートダムはバルベリーネダムと呼ばれ、堤高79m、堤頂長284mで貯水量4000万m3のダム湖を擁するものであり、建設に際しては、スイス国鉄の関連会社であるシャトラール-バルベリーネ・ケーブルカー[15]によって、マルティニ・シャトラール鉄道のシャトラール・VSからレース・モントゥイレスに至る全長1310m、高度差693m、最急勾配870パーミルのケーブルカーと、そこからダムサイトに至る軌間600mmの工事用軌道が用意され、資材等の運搬に使用されている。
- ダム建設が終了した1926年には本形式はスイス国鉄からマルティニ・シャトラール鉄道に譲渡され、1935年には客室の増設工事を実施して、BCFe4/4 31-32形となっているが、引き続き貨物列車の牽引にも使用されている。なお、マルティニ・シャトラール鉄道では本形式を導入したため、事業用として所有していた建設工事用の蒸気機関車であるHG2/2形1号機を1927年にモンブラントラムウェイ[16]に、小型電気機関車のHGe2/2形2および3号機を1930年に後のベー-ヴィラー-ブルタユ鉄道[17]にそれぞれ譲渡している。
- 1950年代には同じくスイス国鉄による新たなダム建設が行われ、本形式がその建設資材を輸送する貨物列車の牽引に使用されており、ピークの1954年には年間16200tの貨物輸送量となっている。これにより1955年に完成したダムはビュー・エモッソンダムもしくは現在では通称旧エモッソンダムとも呼ばれているアーチ式コンクリートダムで、貯水量13.5百万m3のダム湖はビュー・エモッソン湖と呼ばれている。
- 1957-64年に新しい軽量車体を持つラック式電車であるABDeh4/4 4-8形（後のBDeh4/4 4-8形）電車と、これと編成を組むBt 63-68形制御客車が導入さた後、本形式は旅客列車の運行では順次代替され、引き続き貨物列車の牽引用と使用されたほか、事業用および多客時輸送用、Xrot e 202形電気式ロータリー除雪車の推進用動力車として2000年代まで運用されていた。
- 1962年からはバルベリーネ川に新しいダムが建設されることとなり、本形式もABDeh4/4 4-8形とともに資材等を輸送する貨物列車の牽引に使用されている。このダムが冒頭で記述した世界最大クラスのグランド・ディクセンスダム（通称エモッソンダム）であり、その資材の輸送には道路交通も併用されたものの、マルティニ・シャトラール鉄道による輸送もピークの1973年には22450tに上っており、バルベリーネダムの建設時に敷設されたケーブルカーと工事用軌道も再度資材等の輸送に活用されている。なお、このケーブルカーと工事用軌道のうちダム湖外に残った区間[18]については、1975年のダム完成後も観光用のエモッソン-バルベリーネ交通[19]として引続き運転されており、2003年にはシャトラール公園鉄道[20]となって現在に至っている。
- その後ABDeh4/4 31号機、32号機ともには動態保存されて、鉄道車両保存団体である TNT[21]によって保守および運行がなされているが、ABDeh4/4 31号機は2011年に廃車となっている。なお、同団体では本形式と共に使用された制御車である Ct4 51号車（車体表記はCt4 21）とBFｔ4 74号車、BFｔ4 75号車およびABDeh4/4 15号機や貨車2両を動態保存している。